# Plan Regulador (Montevideo)
Der Plan Regulador war ein 1930 entworfener Stadtentwicklungsplan für die uruguayische Hauptstadt Montevideo.
Der von einer Kommission der Stadtverwaltung entwickelte Plan bezog sich sowohl auf das Straßennetz, als auch problematische Aspekte der Wohnverhältnisse, der Stadtgliederung, des Verkehrs und der Standortverteilung zentraler Funktionen.
Er beinhaltete unter anderem den Vorschlag, ein neues Stadtzentrum zu schaffen und innerhalb der Altstadt die Nutzung für Wohnzwecke auf die Calle Reconquista zu beschränken, um ansonsten dort ein neugestaltetes Geschäfts- und Bankenzentrum zwischen Banco de la República und Bolsa de Comercio zu etablieren.
Die Manzanas im Bereich zwischen Calle Buenos Aires und Calle Reconquista sollten Ziel einer grünflächenbezogenen Neugestaltung sein.
Der Plan Regulador wurde letztlich aufgrund des damit verbundenen immensen Kostenaufwandes nicht umgesetzt. Die Kommission erhielt jedoch den Auftrag zur Entwicklung eines neuen Konzepts, des Plan Director.

## Quelle
- Beiträge zur Stadtgeographie von Montevideo, herausgegeben von Günter Mertins, 1987, S. 152f